# Johann Rupp
Pour les articles homonymes, voir Rupp.
Johann Heinrich Rupp (né le 8 juin 1874 à Niederwalgern, arrondissement de Marbourg (de) et mort le 4 février 1948 à Berlin-Wannsee) est un tailleur allemand, agriculteur et député du Reichstag.

## Biographie
Rupp étudie à l'école primaire de sa ville natale de 1880 à 1888. Il apprend le métier de tailleur dans la maison de son père de 1888 à 1891. Depuis 1903, il est maître et indépendant. Il est également propriétaire d'une petite ferme qu'il gère lui-même et donc moitié ferme et moitié artisanale. De 1894 à 1896, il sert dans le 81e régiment d'infanterie (de) à Francfort-sur-le-Main. Il est également membre du conseil municipal, président et maître en chef de l'association du commerce du vêtement de Fronhausen et vice-président de l'Association allemande des artisans.
De 1912 à 1918, il est député du Reichstag pour la 5e circonscription de Cassel (Marbourg (de), Frankenberg (de), Kirchhain) pour le Parti social allemand.